# 莱奥妮·迈尔
莱奥妮·迈尔（德語：Leonie Maier，1992年9月29日—）是一位德国女子足球运动员，现效力于德甲球队拜仁慕尼黑及代表德国国家女子足球队出场，在场上司职中场。

## 足球生涯

### 俱乐部
迈尔7岁时便在阿尔丁根体操俱乐部（TV Aldingen）开始了自己的足球生涯。由于符腾堡足球协会的一项特别许可，她得以跟随男子俱乐部雷姆塞克（JSG Remseck）的17岁以下梯队训练及比赛。2009年1月，迈尔加盟乙级联赛球队VfL辛德尔芬根。当她于2009-10赛季随队以联赛积分榜第二位完赛（仅次于拜耳勒沃库森）后，迈尔又转会至甲级联赛球队巴特诺因阿尔07。她的德甲首秀发生在2010年8月15日（第一轮），主场以4比3战胜埃森的比赛中。她的德甲首球则是在2010年8月22日（第二轮）以3比0战胜汉堡中射入，于第80分钟一度将比分改写为1比0。
2013年2月，迈尔与另一支德甲球队拜仁慕尼黑签署了一份期至2015年6月30日届满的合同。在2013年9月7日（第一轮）客场以1比1战平沃尔夫斯堡的比赛中，她首次代表新东家亮相德甲。而在双方的次回合较量中（第十二轮），迈尔又射入加盟拜仁后的首球，帮助球队以3比1获胜。2014年3月11日，迈尔在随国家队参加阿尔加夫杯期间遭遇十字韧带撕裂而停赛。直至七个月后，她才首先在二队迎来复出，并进而于2014年11月9日在客场以4比1击败耶拿大学的比赛中重新亮相德甲。2015年，迈尔随拜仁获得自己的首个德国足球冠军。

### 国家队
迈尔在2007年至2012年间历经了德国足协的所有年龄段青年梯队。她首次身披国字号战袍是在2007年4月11日，代表德国U15以1比0战胜英格兰U15的友谊赛，并在第42分钟射入个人首球以及全场唯一入球。2007年10月30日，她又首次入选德国U16，并随该队在2008年夺得北欧杯。
对于德国U17，迈尔是在2008年9月16日以11比0大胜塞尔维亚的2009年欧洲女子U-17足球锦标赛预选赛中首次上阵。她还入选了2008年10月28日至11月16日在新西兰举行的U-17世界杯德国队名单，并在以3比2对阵加纳的第二场小组赛中射入己方的最后入球及个人唯一的赛事入球。她参加了赛事的全部6场比赛，其中只有在季军争夺战中是于第89分钟替补安格丽娜·吕布克出场。一年后，她又获征召参加在瑞士举行的U-17欧锦赛，并随队在决赛以7比0大胜西班牙后夺得冠军。
迈尔的德国U19青年队首秀是在2009年9月27日完成，帮助球队在哈默尔恩举行的友谊赛中以1比0战胜瑞典。她代表此年龄段的唯一国际比赛入球则是在2010年3月27日射入，在以7比0战胜波兰的比赛中射入己方的第四球。她还随队征战了2011年5月20日至6月11日在意大利举行的U-19欧锦赛，在全部5场比赛中皆有上阵，并在决赛以8比1战胜挪威后加冕U-19欧洲冠军。
在2011年10月27日于比特堡战胜比利时的比赛中，迈尔首次代表德国U20青年队亮相。在这一梯队参加的12场国际比赛中，她共射入3球，其中首球是在她第二次出场、即在拉曼加举行的四国邀请赛中，于2012年2月9日以1比1战平挪威的比赛时射入。迈尔还参加了2012年8月19日至9月8日在日本举行的U-20世界杯，并随队以全胜战绩进入决赛，却最终以0比1不敌美国无缘冠军。而对手基莉娅·奥海射入的制胜球也是德国队在这届赛事中的唯一失球。
2012年，随着路易莎·文辛的受伤，迈尔得以首次获得德国成年组国家队的征召，以备战对阵西班牙的欧锦赛预选赛。她的首次国家队亮相是2013年2月13日，在斯特拉斯堡以3比3战平法国的友谊赛中，于第81分钟替换安雅·米塔格登场。而她的首个国家A级比赛入球，则是2013年6月19日于帕德博恩帮助德国击败加拿大（1比0）。她的第二个入球，是在2013年6月29日以4比2战胜世界冠军日本的比赛中先开纪录，并且力压在2013年联合会杯取得入球的和，被评为当月最佳入球，因此成为这项评选有史以来最年轻的女入球者。在2013年7月10日至28日由瑞典主办的欧洲女子足球锦标赛中，迈尔参加了德国队的所有比赛，并没有错过任何一分钟。随着在7月28日的决赛中以1比0力克挪威，迈尔随队成功卫冕欧洲冠军。
2015年5月24日，迈尔获时任联邦主教练的西尔维娅·奈德选入德国队征战加拿大世界盃的最终23人名单。她在所有小组赛及直至半决赛的淘汰赛中都作为主力右后卫使用，并仅在季军争夺战中没有出场。
2016年，迈尔又成为德国参加里约奥运会足球比赛的一员，司职主力右后卫。其中在对阵中国的四分之一决赛中，她于第83分钟在己方禁区内对王霜犯规并领到黄牌，然而对手却将获得的点球射失，确保德国将1比0的比分维持到终场。在决赛以2比1战胜瑞典后，她们赢得金牌。为此，她随队在2016年11月1日获颁银月桂叶勋章。

## 成就

### 俱乐部
- 德国足球冠军：2015年、2016年

### 国家队
- 夏季奥林匹克运动会足球比赛金牌：2016年
- 欧洲女子足球锦标赛冠军：2013年
- 欧洲女子U-19足球锦标赛冠军：2011年
- 欧洲女子U-17足球锦标赛冠军：2009年
- 阿尔加夫杯冠军：2014年

### 个人荣誉
- 当月最佳入球（德语：Tor des Monats）：2013年6月[20]
- 银月桂叶勋章：2016年[21]